# Calocera viscosa
Calocera viscosa é um fungo que pertence à ordem Dacrymycetales. Não é comestível por possuir toxinas. Foi descrito cientificamente pelos micologistas Christiaan Hendrik Persoon e Elias Magnus Fries em 1821.